# Mark Ashley
Mark Ashley (ur. 6 lipca 1973 w Apoldzie) – niemiecki wokalista.
Został odkryty w 1986 roku przez producenta muzycznego Steffena Ehrhardta, kiedy śpiewał piosenki formacji Modern Talking. Jest twórcą takich utworów jak „Dream of Great Emotion” oraz „Give Me Chance”. Współpracował z grupą Systems in Blue, wydając z nimi dwa single. Dotychczas ma na swoim koncie osiem albumów. Mieszka w Bad Salzungen.

## Dyskografia

### Albumy
- 2000: My Hitcollection (Dance Street)
- 2002: It’s Just the Way (Dance Street)
- 2005: Luckystar (Music Sternchen)
- 2005: The Fans of Modern Talking (feat. T. M.-Joy; Dance Street)
- 2006: Give Me a Chance (Rojam Records/Music Sternchen)
- 2008: Heartbreak Boulevard (producent: Systems in Blue; Spectre)
- 2010: Play the Music (Music Sternchen)
- 2011: Tango in the Night (Juan Martinez / Mark Ashley; Music Sternchen)
- 2017: I Will Not Forget You (Music Sternchen)

### Składanki
- 2007: Greatest Hits
- 2008: Golden Hits (12 mp3-Files, Download)
- 2013: Greatest Hits II (16 mp3-Files, Download)
- 2013: Weihnachten mit Mark Ashley (10 mp3-Files, Download)

### Single
- 1998: „Dream of Great Emotion”
- 1999: „Mareen”
- 1999: „Love Is Like the Sea”
- 2000: „On a Sunday”
- 2000: „Lover Why”
- 2001: „You Are the One”
- 2001: „Love Is Stronger”
- 2002: „The Fans of Modern Talking”
- 2003: „When I See Angels Cry”
- 2004: „I’ll Be There for You Tonight”
- 2005: „If You Love Me”
- 2006: „Give a Sweet Little Love” (z Systems in Blue)
- 2006: „Give Me a Chance” (2×)
- 2008: „Jeannie Moviestar” (Fan-CD)
- 2010: „It’s All Over” (Juan Martinez / Mark Ashley)
- 2011: „Cinderella’s Heart” (Juan Martinez / Mark Ashley)
- 2012: „Just We Two (Mona Lisa)”
- 2015: „Baby Blue”
- 2016: „I Will Not Forget You”